# Bodzianske Lúky
Bodzianské Lúky (maďarsky Bogyarét) jsou obec na Slovensku v okrese Komárno. První písemná zmínka pochází z roku 1387. Žije zde 177 obyvatel. Rozloha obce činí 5,17 km².
V obci se nachází římskokatolická kaple Panny Marie Růžencové z roku 1889.